# Downtown Santa Monica (metropolitana di Los Angeles)
Downtown Santa Monica è una stazione della linea E della metropolitana di Los Angeles.
Sorge a circa 500 metri dall'ingresso del molo di Santa Monica, nei pressi dell'incrocio tra la 4th Street e la Colorado Avenue.

## Storia
La prima, originaria, stazione di Santa Monica aprì nel 1875 con l'entrata in funzione della ferrovia a vapore Los Angeles and Independence Railroad, la quale venne successivamente convertita alla trazione elettrica venendo poi rinominata Santa Monica Air Line. Essa tuttavia cessò le proprie attività di servizio passeggeri nel 1953.
L'attuale stazione divenne invece operativa a partire dal 20 maggio 2016, giorno in cui aprì al pubblico il secondo tratto della linea E prolungata da Culver City fino appunto a Santa Monica, che diventò così il nuovo capolinea. Il primo tratto della linea era stato aperto quattro anni prima, nel 2012.

## Interscambi
- Bus Metro Local: 4, 20, 33
- Bus Metro Express: 534
- Bus Metro Rapid: 704, 720
- Big Blue Bus: 1, 2, 3, Rapid 3, 7, Express 7, Rapid 7, 8, 9, Rapid 10, 18